# Cyphopsis
Cyphopsis är ett släkte av skalbaggar. Cyphopsis ingår i familjen vivlar.
Kladogram enligt Catalogue of Life:
| Cyphopsis | \| \| Cyphopsis clathratus \| \| \| \| \| \| Cyphopsis jekeli \| \| \| \| |
|           | \| \| Cyphopsis clathratus \| \| \| \| \| \| Cyphopsis jekeli \| \| \| \| |
|           | Cyphopsis clathratus                                                      |
|           |                                                                           |
|           | Cyphopsis jekeli                                                          |
|           |                                                                           |